# 无翅亚纲
无翅亚纲（学名：Apterygota）是一类小型、灵活的昆虫。因在进化史中缺少翅膀而区别于其它的昆虫。无翅亚纲的昆虫从化石记录来看是出现于4.17－3.59億年前之间的泥盆纪。
它们的蛹期很短甚至没有变态，因此幼虫和成虫长得很像。无翅亚纲昆虫的皮很薄，这使它们看起来是半透明的。
目前为止，该亚纲中没有一个种在受保护动物的名单当中。

## 特征
无翅亚纲生物最重要的特征是他们从一开始就是没有翅膀的。虽然其它一些昆虫，像是跳蚤，也没有翅膀，但是它们是从有翅昆虫进化过来的，只是在进化过程中失去了翅膀。相比之下，无翅亚纲生物是从一个还未进化出翅膀的原始昆虫族群演变过来的。
然而它们有能力直接从高处滑行到地面。有研究者提出，它们演化出的这种滑翔机制可能是有翅昆虫演化出飞行能力的基础。
无翅亚纲生物也有许多和其他昆虫不一样的原始特征。雄性拥有储精囊，而不是在雌性体内受精。当幼虫孵化的时候，幼虫长得和成虫相似，并且发育不经过任何明显的变态，甚至缺少蛹期。它们一生都在不断蜕皮，在到达性成熟之前要经过几次龄期，然后其它的昆虫只要经过一次龄期就可以达到性成熟。
在无翅亚纲生物的腹部几节上有小型的附肢，不过这对于它们的运动完全不起作用。它们也有很长的成对尾毛和一个居中的尾状细丝或尾节。

## 无翅亚纲的历史概念
无翅亚纲的组成生物和分类原则发生了好几次的变化：在二十世纪中叶，这个亚纲包括了四个目（弹尾目、原尾目、双尾目和缨尾目）。在出现了更为严格的支序分类学方法之后，这个亚纲被证明是一个并系群。而前三个目是一个单系群，被命名为内口纲，区别于它们的嘴部是被头部侧面部分像口袋一样的囊包裹在里面，缨尾目则看起来和有翅昆虫的关系更近。其中一个值得注意的共有衍徵──缺少触角肌肉证明缨尾目＋有翅亚纲是一个单系群，这个特征连接了内口纲、多足纲、甲壳纲之间的关系。因此，这整个族群被称为Amyocerata，意思是“缺少触角肌肉”。
另外，现在认为衣魚和有翅亚纲的关系比石蛃更近，因此將纓尾目拆分為衣魚目和石蛃目。